# Институт минеральных ресурсов
Институт минеральных ресурсов Министерства геологии УССР был расположен в Симферополе. Создан в 1956 на базе нескольких отделов Крымского филиала АН СССР. К семидесятым годам XX века институт стал крупным научным центром минералогических исследований. В начале 1970-х годов институт стал всё больше подключаться к решению актуальных задач народного хозяйства в других регионах Украинской ССР и СССР. Он получил большой научный авторитет и стал ведущим институтом минеральных ресурсов СССР. Был базовым институтом в Советском Союзе по обогащению алмазных месторождений. В институте существовал геолого-минералогический музей со свободным доступом.

## Научная деятельность
B составе института в 1985 году находились 1 отделение, 14 отделов, 14 секторов, 30 лабораторий, 3 опытно-методических партии. В институте работало 800 человек. В 1986 году была достигнута максимальная численность сотрудников института — 1128 человек. Институт имел большой научный авторитет, а его сотрудники работали по всему СССР и за рубежом в Словакии, Польше, Испании, Греции, Гренландии, Алжире, Монголии и Китае.
Научно-исследовательская работа института охватывала широкий диапазон задач и направлений.
Основная научая направленность:
- исследования закономерностей формирования, размещения и прогнозирования твёрдых полезных ископаемых[4]
- исследование режима подземных вод; прогнозирование карстовых селевых, оползневых и других процессов[4]
- изучение веществ, состава и разработка технологии обогащения разведываемых руд месторождений твёрдых полезных ископаемых, в том числе низкосортных руд[4]
- геолого-экономическая оценка месторождений твёрдых полезных ископаемых[4]
- экономика минерального сырья и геолого-разведочных работ[4]
- совершенствование техники и технологии колонкового бурения[4]
- минералогия титано-циркониевых россыпей[2]
- открытие мелких алмазов, в том числе и новых генетических типов (космогенные, метаморфогенные)[2]
- минералогия редкометалльного сырья[2]
- физика минералов[2]
- изучения селевых потоков и мер борьбы с ними
- вопросы комплексного использования природных богатств Крыма
- осуществлялся контроль за разработкой месторождений в том числе твёрдых полезных ископаемых в Крыму, оценивался экологический и экономический ущерб, как от добычи полезных ископаемых, так и от природных явлений как землетрясения и сели.
- разработка, апробация и введение в практику наиболее прогрессивных, информативных методов поисков предвестников землетрясений и разработка методики наблюдений за ними с целью прогноза землетрясений.
- технологические схемы по переработке минерального сырья — драгоценных, редких, черных, цветных металлов[3].

### Открытия
Новые минералы, открытые учеными Института минеральных ресурсов:
- Симферит,  В. В. Байраков (1989)
- Ханнешит
- Полкановит  С. Н. Бритвин, Н. С. Рудашевский, А. Н. Богданова, Д. К. Щербачёв (1988)

Новые разновидности минеральных видов:
- Ta-ферсмит

Первые находки минералов на территории СССР:
- Битиит
- Жисмондин
- Меланофлогит
- Феррьерит (3-я находка в мире)

Первые находки на территории Украинской ССР и Украины:
- аваруит
- алмаз
- алюминокопиапит
- бавенит
- базалюминит
- бастнезит-(Y)
- ваттевиллит
- везиньеит
- гагаринит-(Y)
- герхардтит
- зуниит
- карфолит (2-я находка в СССР)
- карфолит калий-фторсодержащий
- клиногумит
- коньяит
- куплетскит
- лангит
- меланит
- нитромагнезит
- паратакамит
- пахнолит (2-я находка в СССР)
- пуатвенит
- ральстонит
- ринкит кальциевый
- секанинаит
- селлаит
- серпиерит
- сидеронатрит
- стеллерит
- тайниолит
- таковит
- титанит-(Y)
- томсенолит
- бета-фергусонит-(Се) (2-я находка в СССР)
- ферробустамит
- флюорит цериевый
- церит-(Се)
- члрчит-(Y)
- эсколаит
- эфесит

В 1998—2001 годах группой геологов Института минеральных ресурсов было открыто древнее гидротехническое сооружение «Тик-Кую» — осадный колодец пещерного города Чуфут-Кале.

## Архитектура здания института
Трёхэтажное здание института расположено на участке 5000 квадратных метров в городе Симферополь по адресу проспект Кирова, № 47/2. Площадь помещений составляет 3459 квадратных метров. На том же участке расположен и второй (лабораторный) трёхэтажный корпус, где находилась химическая лаборатория. Здание сориентировано длинной стороной с севера на юг. Фасад направлен на улицу Чкалова (центральную улицу Симферополя того времени).
С северной стороны территории института располагается Детский парк Симферополя, который до 1958 года являлся садом сельскохозяйственного института. Сад был основан предпринимателем П. С. Щербиной для разведения и продажи редчайших косточковых сортов плодовых деревьев со всех уголков Крыма. С восточной стороны сада, в одном из зданий на улице Шмидта, размещалось отделение Никитского ботанического сада. Непосредственно к территории института с северной стороны примыкала бывшая усадьба П. С. Щербины, в которой во времена Феликса де Серра останавливался А. С. Пушкин. Здание являлось доминантой района до 2015 года, когда двухэтажное здание усадьбы П. С. Щербины было снесено, и началось возведение жилых многоэтажных апартаментов непосредственно рядом со зданием института.
Здание является примером архитектуры в стиле «сталинского ампира». В послевоенном Симферополе, сильно пострадавшем после оккупации, оно было вторым новым зданием после железнодорожного вокзала, бывшим настолько же монументальным и основательным, что являлось характерной чертой зданий, выстроенных в стиле «сталинского ампира» в послевоенные годы.
Здание переосмысливает мотивы Михайловского дворца, выполненного в стиле Русский ампир. Здание института имеет характерные черты сталинского ампира, элементы которого особенно ярко проявились в послевоенный период, когда архитектура стала средством внушения оптимизма, победных идей, уверенности в будущем, а монументальные строения служили наглядной пропагандой. Здание построено в завершении периода сталинского ампира, который приходится на 1955 год.
В декоре здания отсутствуют символы Советского Союза, характерные для сталинского ампира, кроме герба Украинской ССР, появившегося позднее. Здание украшено колоннами, пилястрами, лепными карнизами, наличие которых обязательно для сталинского ампира. Здание окрашено в терракотовый оттенок, как и Михайловский дворец.
В центральной части фасада находится портик (выступающая вперёд часть с пятью арками, поддерживаемыми шестью колоннами). Четыре арки ограждены балюстрадами. Средняя арка является входом и стилизована под плоскую арку. Тимпан оформлен скульптурным изображением герба Украинской ССР.
Строение украшено лепниной. Первый этаж декорирован рустами (камнями оригинальной фактуры, тщательно подогнанными друг к другу, придающими зданию неповторимость и уникальность). Ко входу в здание ведет гранитная лестница, украшенная двумя вазонами, характерными для сталинского ампира. Перед парадным входом в здание был небольшой садик, отделенный от проспекта Кирова низкой каменной оградой. В центре садика находился шестигранный фонтан, ныне неработающий, и напоминающий восьмигранную древнегреческую башню Ветров в Афинах. Территорию института со стороны улицы окружает чугунная ограда с воротами. По обе стороны центральной части фасада симметрично, но со смещением по осевой линии вперед к проспекту Кирова, размещены два одинаковых крыла здания. Эти части здания украшены пилястрами и четырьмя колоннами. Венчают их два фронтона.
Внутри здание имеет характерные для сталинского ампира парадный вход, вестибюль и лестницу, паркетные полы в коридорах и кабинетах. Примечательной деталью внутреннего интерьера является мраморный холл с колоннами.

## История
В 1948 году Академия наук СССР создала в Симферополе «Крымскую научно-исследовательскую базу Академии наук СССР», которая размещалась в четырех зданиях по следующим адресам: ул. Пушкина, № 14 и 17; ул. Ленина, № 7; Ноябрьский бульвар, № 12. База Академии наук СССР занималась вопросами геологии, химии, ботаники, зоологии, почвоведения, истории и археологии. К 1950 году база преобразована в Крымский филиал Академии наук СССР. Началось строительство роскошного здания для филиала на проспекте Кирова, которое было закончено к 1956 году.
В 1954 году после передачи Крымской области в состав УССР подчинялись Академии наук УССР. Крымский филиал представлял собой комплексное научно-исследовательское учреждение с 8 отделами и 1 станцией с общим числом научных сотрудников 74 человек, в том числе 38 кандидатов и 5 докторов наук.
В 1963 году было ликвидировано Министерство геологии и охраны недр СССР, филиал был реорганизован в НИИ двойного подчинения и передан в ведение Академии наук и вновь организованного Государственного геологического комитета СССР, просуществовавшего до 1965 года. Также из филиала был выделен сектор истории и археологии в отдел античной и средневековой археологии Института археологии, размещавшийся в этом же здании. С 1965 года стал отраслевым геолого-технологическим институтом Министерству геологии СССР, с 1966 года — Министерству геологии УССР. С этого момента здание покинул Институт Археологии.

### Украина
С 1991 года институт находился в ведении Государственного комитета Украины по геологии и использованию недр (Госкомгеологии Украины), а в 1994 году сменил название на Украинский государственный институт минеральных ресурсов (УкрГИМР). В 2001 году УкрГИМР был преобразован в Крымское отделение Украинского государственного геолого-разведочного института (УкрГГРИ) Министерство экологии и природных ресурсов Украины. Это учреждение стало единственным на Украине отраслевым научно-исследовательским учреждением, которое занималось выполнением научно-исследовательских и опытных работ, развитием отраслевой базы, в том числе чёрных и цветных металлов, фосфоритов и других. Спецификой Крымского отделения были геологические исследования, которыми занимались различные отделы: обогащения, твёрдых полезных ископаемых. Проводились оценки загрязнения водоснабжения, гидрологических землетрясений, изменения химического состава вод.
В октябре 2012 года Крымское отделение (Український державний геологорозвідувальний інститут) наряду с другими территориальными (Львовским, Полтавским, Днепропетровским, Черниговским) отделениями Украинского государственного геолого-разведочного института ликвидировали. Собственно институт (УкрГГРИ, Киев) продолжил выполнение научно — исследовательских работ, но с переориентированием их, главным образом, на лицензирование месторождений полезных ископаемых и сопровождение различных видов производственных геолого-разведочных и эксплуатационных работ.
Директорами института (ИМР, УкрГИМР) и, впоследствии, отделения (КО УкрГГРИ) были д — р геол. — мин. наук Юрий Юрьевич Юрк (1956—1973), канд. геол. — мин. наук Семен Иванович Кирикилица (1973—1986), д — р геол. — мин. наук Юрий Николаевич Брагин, канд. геол. — мин. наук Игорь Евгеньевич Палкин (2005—2012).

### Российская Федерация
Деятельность Крымского отделения института прекращена. На 2019 год в Крыму отсутствуют научные организации такого профиля.
25 июня 2014 года, с целью обеспечения деятельности аппарата полномочного представителя президента РФ в КФО, распоряжением Совмина РК № 576-р было принято решение передать в безвозмездное пользование Управлению делами президента РФ «нежилые здания в г. Симферополе, в том числе расположенное по адресу проспект Кирова, 47/2, для размещения аппарата полномочного представителя президента…».
В ноябре 2019 года трехэтажное здание института было выставлено на торги со стартовой стоимостью 232 миллиона рублей. Площадь помещений составляет 3459 квадратных метров. Вместе со строением продается земельный участок площадью 5000 квадратных метров со зданиями химических лабораторий и мастерских. На торги не подано ни одной заявки.
В мае 2021 года распоряжением главы Крыма Сергея Аксенова был выбран единственный подрядчик для проведения строительно-монтажных работ: «Капитальный ремонт комплекса зданий и сооружений, расположенных по адресу: проспект Кирова, 47/2, Симферополь», с ценой контракта 322 166 234 рубля". Министр имущественных и земельных отношений Крыма сообщил, что продавать здание из госсобственности не планируется. Здание было передано Следственному комитету Российской Федерации.

## Руководители
- Юрк Юрий Юрьевич (1905—1976) — в 1956—73 — директор, в 1973—76 — заведующий отделом Института минеральных ресурсов.

## Известные сотрудники
- Шнюков Евгений Фёдорович, академик НАН Украины, доктор геолого-минералогических наук
- Лебединский Владимир Иванович, доктор геолого-минералогических наук
- Дублянский, Виктор Николаевич, доктор геолого-минералогических наук
- Полканов, Юрий Александрович, доктор геолого-минералогических наук
- Багров, Николай Васильевич, Герой Украины, доктор географических наук
- Бобриевич Александр Павлович, доктор геолого-минералогических наук

### Комментарии
1. ↑  По аналогичному проекту был построен, как минимум, еще один институт горного профиля — ИГД им. А.А. Скочинского в Люберцах
2. ↑   Отсутствует архитектурное сходство